# ريتشي ودهول
ريتشي ودهول (بالإنجليزية: Richie Woodhall) مواليد 17 أبريل 1968 في وركشير، إنجلترا، هو ملاكم إنجليزي سابق صنّف ضمن فئة وزن فوق المتوسط. انتصر في نزاله الأول. سبق أن شارك في دورة الألعاب الأولمبية الصيفية سنة 1988. حقق الميدالية الذهبية في دورة ألعاب الكومنولث 1990.

## إحصائيات
خاض خلال مسيرته 29 نزالا، فاز في 26 وخسر في 3. فاز بالضربة القاضية في 16 نزالا.

## الميداليات
| الميدالية | المسابقة                       |
| --------- | ------------------------------ |
| برونزية   | الألعاب الأولمبية الصيفية 1988 |
| ذهبية     | دورة ألعاب الكومنولث 1990      |

## وصلات خارجية
- ريتشي ودهول على موقع بوكس ريك (الإنجليزية) (registration required)
- ريتشي ودهول على موقع أوليمبيديا (الإنجليزية)
- ريتشي ودهول على موقع اللجنة الأولمبية البريطانية (الإنجليزية)

- الموقع الرسمي